# أنيتا جاتش
أنيتا جاتش (بالكرواتية: Anita Gaće)‏ مواليد 14 أبريل 1983 في كرواتيا، هي لاعبة كرة يد كرواتية تلعب كجناح أيمن. مثلت منتخب كرواتيا لكرة اليد للسيدات. شاركت في دورة الألعاب الأولمبية الصيفية سنة 2012.

## سجل المنافسة
شاركت في البطولات التالية:
- الألعاب الأولمبية الصيفية 2012
- بطولة العالم لكرة اليد للسيدات 2011
- بطولة أوروبا لكرة اليد للسيدات 2012
- بطولة أوروبا لكرة اليد للسيدات 2014

## روابط خارجية
- أنيتا جاتش على موقع أوليمبيديا (الإنجليزية)